# J.B. à la recherche de l'amour
 (août 2019).
 (août 2019).
J.B. à la recherche de l'amour est un documentaire de Romain Hamdane et Gilles de Maistre diffusé sur France 3 en 2008. 
La première version est diffusée pendant l'été 2008 sous la forme de deux soirées de 110 minutes chacune, soit deux épisodes de 55 minutes par soir.

## Synopsis
Cette série diffusée tout d'abord en deux, puis forte de son succès, en six épisodes, fait découvrir la quête amoureuse de « JB » à travers les pays de l'Europe de l'Est, de la Russie mais aussi du Maghreb.

## Diffusion
Fort du succès de la première saison[réf. nécessaire]diffusée à l'été 2008, la seconde version, appelée « Version Intégrale », est portée à l'écran un an plus tard, lors de l'été 2009 mais présentée en trois soirées de 110 minutes, sous la forme de deux documentaires de 55 minutes chacun.
Une nouvelle diffusion de la version intégrale eu lieu, mais cette fois sur France Ô durant l'été 2010.
Ce documentaire a réuni à lui seul lors de sa diffusion en 2009 une quantité de 11 875 000 téléspectateurs[réf. nécessaire].